# Любовеж
Любовеж (пол. Lubowierz) — село в Польщі, у гміні Старий Брус Володавського повіту Люблінського воєводства. Населення — 138 осіб (2011).

## Історія
За даними етнографічної експедиції 1869—1870 років під керівництвом Павла Чубинського, у селі переважно проживали римо-католики, меншою мірою — греко-католики, які розмовляли українською мовою.
У 1975—1998 роках село належало до Холмського воєводства.

## Демографія
Демографічна структура станом на 31 березня 2011 року:
|          | Загалом | Допрацездатний вік | Працездатний вік | Постпрацездатний вік |
| -------- | ------- | ------------------ | ---------------- | -------------------- |
| Чоловіки | 72      | 16                 | 49               | 7                    |
| Жінки    | 66      | 19                 | 28               | 19                   |
| Разом    | 138     | 35                 | 77               | 26                   |